# Теодор Муйла
Теодор Муйла (псевдо: «Вуйко», «Максим») (7 вересня 1902, с. Тустановичі, Дрогобицький повіт, Королівство Галичини та Володимирії, тепер — 1 березня 1949 біля с. Недільна, Стрілківський район Дрогобицької області, тепер — Старосамбірський район Львівської області) — командир куреня «Промінь», військовий референт Самбірського і Калуського окружних проводів ОУН.

## Життєпис
Народився 1906 року в с. Тустановичі (тепер частина міста  Дрогобич Львівської області) в робітничій родині.
Навчався у сільській народній школі, продовжив навчання у Стрийській гімназії. В 1920-х роках вступив до УВО, в 1929 р. — до ОУН. Багаторазово арештовувався і ув'язнювався польською владою за націоналістичну діяльність (1931, 1932, 1933-1935, 1938, 1939 рр.). Від весни 1938 р. до арешту (весна 1939 р.) — провідник Дрогобицького повітового проводу ОУН. Звільнений зі Стрийської тюрми 12 вересня 1939 р. внаслідок бомбардування німцями Стрия, негайно взяв участь у повстанні та роззброєнні польських військових частин. Однак із приходом Червоної армії як відомий націоналіст змушений втікати від радянських каральних органів на територію Генеральної Губернії, де пройшов військові вишколи.
Служив у лавах батальйону «Нахтігаль» і 201-го шуцманшафт-батальйону (4.1941-12.1942). Після повернення на Дрогобиччину служить в поліції — комендант станиці, яку в повному складі у квітні 1944 р. переводить в УПА.
З червня до серпня 1944 р. — військовий референт Самбірського окружного проводу ОУН під псевдо «Максим». З 9 вересня по жовтень 1944 р. був військовим референтом Калуської округи ОУН і командиром Калуського ТВ УПА під псевдо «Вуйко», одночасно командував і куренем «Промінь».
Переведений до теренової мережі підпілля ОУН — військовий референт Самбірського надрайонного проводу ОУН до кінця 1947 р., далі — господарчий референт цього ж проводу.
Загинув 1 березня 1949 р. у бою з групою МДБ біля с. Недільна Стрілківського району Дрогобицької області.